# 三河武士
三河武士（みかわぶし）は、徳川家康に仕えて、江戸幕府成立に貢献した三河国出身の譜代の家臣の総称。三河衆（みかわしゅう）ともいう。酒井忠次や本多忠勝ら家康の主な家臣は三河武士で構成されていた。一般的に精強で家康への忠誠心が強いとされ、鳥居元忠らがその典型とされる。

## 概要
大久保忠教著『三河物語』に、「三河之者」「三河衆」とある（織田信長の加勢に来た徳川勢の呼称）。また、『柳営秘鑑』にも「三河衆」とある。同じ三河国内でも東三河のように、徳川家康の影響力が及ばなかった時代（三河国統一以前）には、「東三河衆」と記述されている。
三河武士は、徳川家（安祥松平家・松平宗家）が本拠地を置いていた西三河の安祥城、岡崎城の周辺に多い。また仕えた時期によって、安祥譜代、岡崎譜代、駿河以降之譜代と区別する。譜代家臣の区別は、『柳営秘鑑』に詳細が記載してある。三河出身の親藩、譜代大名は279藩のうち123藩あり、直参旗本では840家のうち295家を数える。
幕末に編纂された『徳川実紀』において、三方ヶ原の合戦で馬場信春が武田信玄に「三河武者」と言ったと記載される。また同じ『徳川実紀』に、小牧・長久手の戦いにおいては「三河武士」という用語が用いられている。幕末期に三河武者、三河武士という用語を使いだしたようで、戦国時代の風潮が残る江戸時代初頭は『三河物語』にあるように「三河衆」という呼称が使われたと思われる。
徳川家康の生誕地である岡崎市が三河武士発祥の地としており、三河武士の起源を題とした三河武士の資料を公開している三河武士のやかた家康館がある。

## なににも代え難い家臣
江戸幕府を開いたことで有名な徳川家康には、多くの優れた部下がいた。特に、故郷である三河国時代から仕えていた武士たちは「三河武士団」と呼ばれ、その強さが日本中に広まっていた。
豊臣秀吉が関白だったころ、家康公に向かって秀吉公がこう問われた。秀吉は諸大名を集めて自分の持つ宝物を自慢し、家康にどんな宝物を持っているのかと尋ねた。
それに対して家康はこう答えた。
「私は田舎の生まれですので、これといった秘蔵の品はありません。
しかし、私のために命を賭けてくれる武士が５００騎ほど配下におります。
この侍たちを何にもかえがたい宝と思って、いつも秘蔵しています。」
この答えにさすがの秀吉公も二の句がつげなかったという。